# Metro Drive In
Il Metro Drive In è un drive-in dismesso di Roma, situato tra i quartieri di Casal Palocco e Axa nel X Municipio.
Primo drive-in aperto in Italia, esso disponeva di uno schermo di cemento di 540 m², il più grande d'Europa. L'area è compresa fra via Pindaro, via Eschilo, via Alceo e via Senofane con quattro ingressi.

## Storia
Nato su iniziativa di alcuni imprenditori locali ispirati dalla moda statunitense, e progettato da Eugenio Galdieri, fu inaugurato il 29 agosto 1957 per attirare turisti e bagnanti di ritorno dalla vicina spiaggia del Lido di Ostia. Il primo film proiettato fu La nonna Sabella di Dino Risi.
Dopo un discreto successo negli anni '60, l'area fu progressivamente abbandonata al degrado a partire dal 1986, tanto da proporre la riconversione dell'area in un campo da golf o in un centro commerciale.
Il 17 luglio 1997 l'associazione Reservoir Dogs (nome ispirato dal noto film di Quentin Tarantino) riaprì brevemente il drive-in.
Tale impresa è stata replicata l'11 e il 12 settembre 2015, quando l'associazione Cinema America ha promosso la proiezione di Grease e American Graffiti all'interno del drive-in con la collaborazione di alcuni negozianti.